# Cantón Baños
El Cantón Baños es una municipalidad de la provincia de Tungurahua. Su cabecera cantonal es la ciudad de Baños de Agua Santa. Su población es de 14653 habitantes, tiene una superficie de 1.065km2.  Su alcalde actual para el período 2023-2027 es Marlon Guevara.

## Límites
- Al norte con la provincia de Napo y Cotopaxi
- Al sur con las provincias de Chimborazo y Morona Santiago
- Al este con la provincia de Pastaza y Napo
- Al oeste con los cantones Patate y Pelileo

## División política
Baños tiene cinco parroquias:

### Parroquias urbanas
- Baños de Agua Santa (cabecera cantonal)

### Parroquias rurales
- Lligua
- Río Negro
- Ulba
- Río Verde